# Hlibivka, Vîșhorod
Hlibivka (în ucraineană Глібівка) este o comună în raionul Vîșhorod, regiunea Kiev, Ucraina, formată numai din satul de reședință.

## Demografie
Componența lingvistică a comunei Hlibivka
     Ucraineană (97,56%)
     Rusă (2,34%)
Conform recensământului din 2001, majoritatea populației comunei Hlibivka era vorbitoare de ucraineană (97,56%), existând în minoritate și vorbitori de rusă (2,34%).